# روتردام أهوي
روتردام أهوي هو مركز مؤتمرات وساحة داخلية متعددة الأغراض تقع في روتردام بهولندا.